# 拉赫曼军团
拉赫曼军团（阿拉伯语：‎），是活跃在大马士革省、大马士革农村省在内的东乌塔区域的叙利亚反对派武装，属于叙利亚自由军序列。2012年，创始人阿卜杜·纳赛尔·沙米勒（阿拉伯语：‎）上尉脱离叙利亚政府军，开始组建初期组织。2013年11月正式形成拉赫曼军团。

## 活跃地区
从成立初期到2018年4月初，主要活跃在叙利亚大马士革省。
2018年4月与叙利亚政府军交战失利之后撤离大马士革省，最终撤往受到土耳其控制下的叙利亚北部地区。

## 资金物资来源
据拉赫曼军团官方网站的自述，以及其他媒体的报道的资金和物资主要来自：

### 资金来源
- 对叙利亚反对派友善的方面
- 民众支持

### 武器装备
来自与政府军作战的缴获，以及黑市购买。

## 武器装备

### 轻武器：
- 卡拉什尼科夫步枪
- M16步枪
- 德拉甘诺夫狙击枪
- RBG-7火箭弹发射器
- PKC轻机枪
- 12.7毫米狙击枪
- 14.5毫米狙击枪

### 中型武器：
- 12.7毫米机枪
- 14.5毫米机枪
- 23毫米机枪

### 重型武器：
- 坦克
- 装甲车
- BMP步兵战车

### 炮兵

#### 多口径迫击炮
- 81MM
- 100MM
- 120MM
- 180MM

### 反装甲武器[2][5]
BMG-71“TOW”

## 战略目标
拉赫曼军团宣扬要达到的的战略目标有：
- 1 推翻所有的犯罪制度，并致力于「巩固叙利亚境内外所有军事力量和平民力量。」
- 2 打击在叙利亚领土上作战的外国教派民兵和罪恶军队。
- 3 努力实现叙利亚领土内的安全稳定。
- 4.维护属于叙利亚人民的国家机构和公共财产。
- 5 保护叙利亚个人和私人机构的私人财产等。
- 6.根据伊斯兰法律的原则捍卫一切形式的叙利亚人民的权利。
- 7 与其他革命队伍合作建设维护国家统一和个人安全的军队，保护祖国的边界。
- 8.与所有革命行动者建立正义，公正和协的状态。

## 敌友关系

### 盟友
- 卡塔尔[6]
- 土耳其[7]
- 沙特阿拉伯

### 敌对
- 叙利亚政府军
- 黎巴嫩真主党民兵
- 伊朗伊斯兰革命卫队
- 伊斯兰国
- 库尔德武装

### 敌我关系时常转换[8][9]
- 沙姆自由人伊斯兰运动
- 沙姆解放组织
- 伊斯兰军

## 作战情况

### 失利
- [10]2018年3月23日，拉赫曼军团与叙利亚政府达成停火协议。根据协议，拉赫曼军团的成员和他们的家属7000人将撤离东乌塔地区的朱布拉、阿拉比因、艾因塔尔马三个区域。
- 2018年5月4日，高级指挥官Jamal al-Zakhlool在叙利亚北部的阿夫林地区被库尔德YPG伏击身亡。死亡地点是 Kurzalah 和Basutah 村之间。袭击事件还造成其他3名武装人员死亡，两部巡逻车辆被毁。[11][12]